# Zastava M56
A Zastava M56 é uma submetralhadora iugoslava com câmara para o cartucho 7,62×25mm Tokarev, projetada para uso com o Exército Popular Iugoslavo. Inicialmente um produto financiado pelo Estado, foi mais tarde produzida pela Zastava Arms e foi utilizada em vários conflitos após a dissolução da antiga Iugoslávia. A M56 é baseada na submetralhadora MP 40 capturada na Alemanha Nazista, facilmente distinguível da MP 40 por seu maior comprimento e carregador curvo.
Barata e simples de produzir e manter, a M56 também provou ser bastante eficaz no alcance em relação à sua homóloga alemã devido ao seu cartucho 7,62×25mm ter velocidade significativamente maior do que o cartucho 9×19mm usado pela MP 40.
Internamente, a M56 não possui a mola de recuo telescópica encontrada na MP 40. O retém do carregador também é diferente e está localizado diretamente atrás do carregador, em vez de na lateral do receptáculo na MP 40. A M56 também usa um carregador bifilar (semelhante à PPS soviética) ao contrário dos carregadores monofilares usados na MP 40. A M56 possui uma chave seletora de tiro que permite ao operador disparar de forma semi ou automática, o que a MP 40 não possuía. A desmontagem também diferiu com a arma sendo desmontada por meio de uma tampa traseira, separando os receptáculos inferior e superior, enquanto na MP 40 isso era feito por um botão no receptáculo inferior localizado atrás do alojamento do carregador. Outra mudança em relação à MP 40 é que a M56 não possui a barra de apoio de baquelite abaixo do cano da MP 40.

## Operadores
- Bósnia e Herzegovina[1]
- Iraque
- Líbano
- Vietname
- Iugoslávia
- Zâmbia[3]